# Disney’s Contemporary Resort
Koordinaten: 28° 24′ 54″ N, 81° 34′ 26,4″ W
Disney’s Contemporary Resort, ursprünglich Tempo Bay Hotel und danach Contemporary Resort Hotel genannt, ist ein von der American Automobile Association mit vier Diamanten ausgezeichnetes Resort des Walt Disney World Resorts in Bay Lake (Florida). Es eröffnete am 1. Oktober 1971 als eines der ersten beiden Hotels des Freizeitkomplexes neben dem Polynesian Village Resort und gehört zur Preisklasse Deluxe. Es ist mit dem Magic Kingdom benachbart und sein Hauptgebäude ist A-förmig.

## Geschichte
Das Contemporary Resort ist eines der beiden Resorts, die bereits bei der Eröffnung der Walt Disney World 1971 auf dem Gelände standen. Der Contemporary Tower, das Hauptgebäude der vier Gebäude umfassenden Hotelanlage, wurde in Form des Buchstaben A gebaut. Die Außenwände sind nach innen geneigt, im Inneren befindet sich ein Atrium. Das Design entstand durch eine Kooperation von Disney, der United States Steel Corporation und dem Architekten Welton Becket aus Los Angeles. Beim Bau wurden Stahlrahmen vor Ort gefertigt und die modularen vorkonstruierten Zimmer, die vom kalifornischen Architekten Denald Wexler entworfen wurden, wurden mittels eines Krans an ihren vorgesehenen Ort platziert. Große Teile von Disney’s Polynesian Village Resort und Court of Flag Resort wurden auf die gleiche Weise gebaut, außer dass dort die Hotelzimmer gestapelt wurden.
2006 reichte Disney Pläne ein für ein Projekt am Nordflügel des Contemporary Resorts. Im Bay Lake Tower entstanden damit 281 Wohnungen zur Teilzeitnutzung. Um diese später verkaufen zu können, gründete Disney am 9. Januar 2007 eine Gesellschaft zum Handel mit Eigentumswohnungen. Das Projekt wurde am 16. September 2008 der Öffentlichkeit vorgestellt. Der Verkauf begann am 28. September 2008 zunächst für Bestandsmitglieder des Disney Vacation Clubs und am 5. Oktober 2008 bei Neumitglieder.
Von 2005 bis 2009 fanden im Resort umfassende Renovierungsarbeiten statt. Dabei wurde der Nordflügel des Hotels durch ein separates Disney Vacation Club Resort als Teil des Hotelkomplexes ersetzt, der 2009 eröffnete. Zur selben Zeit begannen die Bauarbeiten des Bay Lake Towers. Am 30. Januar 2007 wurde Disney’s Racquet Club abgerissen, der Nordflügel zwischen dem 31. Januar und dem 6. April 2007. Die neuen Gebäude wurden ab 2007 errichtet, wobei Disney keine offiziellen Angaben dazu machte, was genau gebaut wurde. Der Bay Lake Tower eröffnete 2009.

### Richard Nixons Pressekonferenz
Am 17. November 1973 fand im Contemporary Resort eine der berühmtesten Pressekonferenzen der in der US-Politik statt, bei der Präsident Richard Nixon erklärte: „Ich bin kein Betrüger.“ („I’m not a crook“) Es waren siebzehn Monate seit Beginn des Watergate-Skandals vergangen und Nixon war auf dem Rückweg von einem Ausflug nach Key Biscayne. Dabei legte er einen Zwischenstopp im Contemporary Resort ein, in dem die Vereinigung der Redaktionsleiter der Associated Press 1973 ihr jährliches Treffen abhielt. Im Ballroom of the Americas hielt der Präsident eine einstündige Pressekonferenz, die Live im Fernsehen übertragen wurde. Als Antwort auf eine frühere Frage von Joe Ungaro bezüglich Nixons Steuern erklärte er, dass er vom Geld aus seinem Staatsdienst profitiert habe: „Ich habe jeden Cent verdient. Und in all meinen Jahren in der Öffentlichkeit habe ich niemals die Justiz behindert […] Die Menschen müssen wissen ob ihr Präsident ein Betrüger ist oder nicht. Also, ich bin kein Betrüger. Ich habe alles verdient, was ich bekommen habe.“ Nixon trat am 8. August 1974 von seinem Präsidentenamt zurück, nachdem am 5. August 1974 belastende Tonbänder aufgetaucht waren.

## Layout

### Hauptgebäude

#### Zimmer und Ausstattung
Im Contemporary Tower befinden die Rezeption und die Concierge. Die Haupthalle, Grand Canyon Concourse, befindet sich im Hauptturm und beinhaltet Restaurants und Geschäfte. Entlang der Außenwände gibt es 383 Hotelzimmer. Die Einschienenbahn der Walt Disney World fährt durch das Innere des Hauptgebäudes, in dem sich auch ein Bahnhof der Einschienenbahn befindet. Die Wände der Haupthalle ziert ein mehrstöckiges Mosaik von Mary Blair. Im angrenzenden Südflügel gibt es weitere 250 Zimmer verteilt auf drei Stockwerke. Am 11. November 1991 eröffnete ein Konferenzzentrum auf dem Hotelgelände mit über 8000 m2 Fläche. Im Oktober 2007 wurde das Resort in das Florida Green Lodging Program aufgenommen.

#### Restaurants
Es gibt mehrere Restaurants im Hauptgebäude. California Grill befindet sich im 15. und damit obersten Stockwerk des Turms, ursprünglich hieß es Top of the World Restaurant.
Weitere sind The Wave…of American Flavors, ein zeitgenössisches Restaurant mit Tischservice und amerikanischer Küche, das Selbstbedienungsrestaurant Contempo Cafe und Chef Mickey’s, ein Buffetrestaurant mit Disneyfiguren.

### Bay Lake Tower

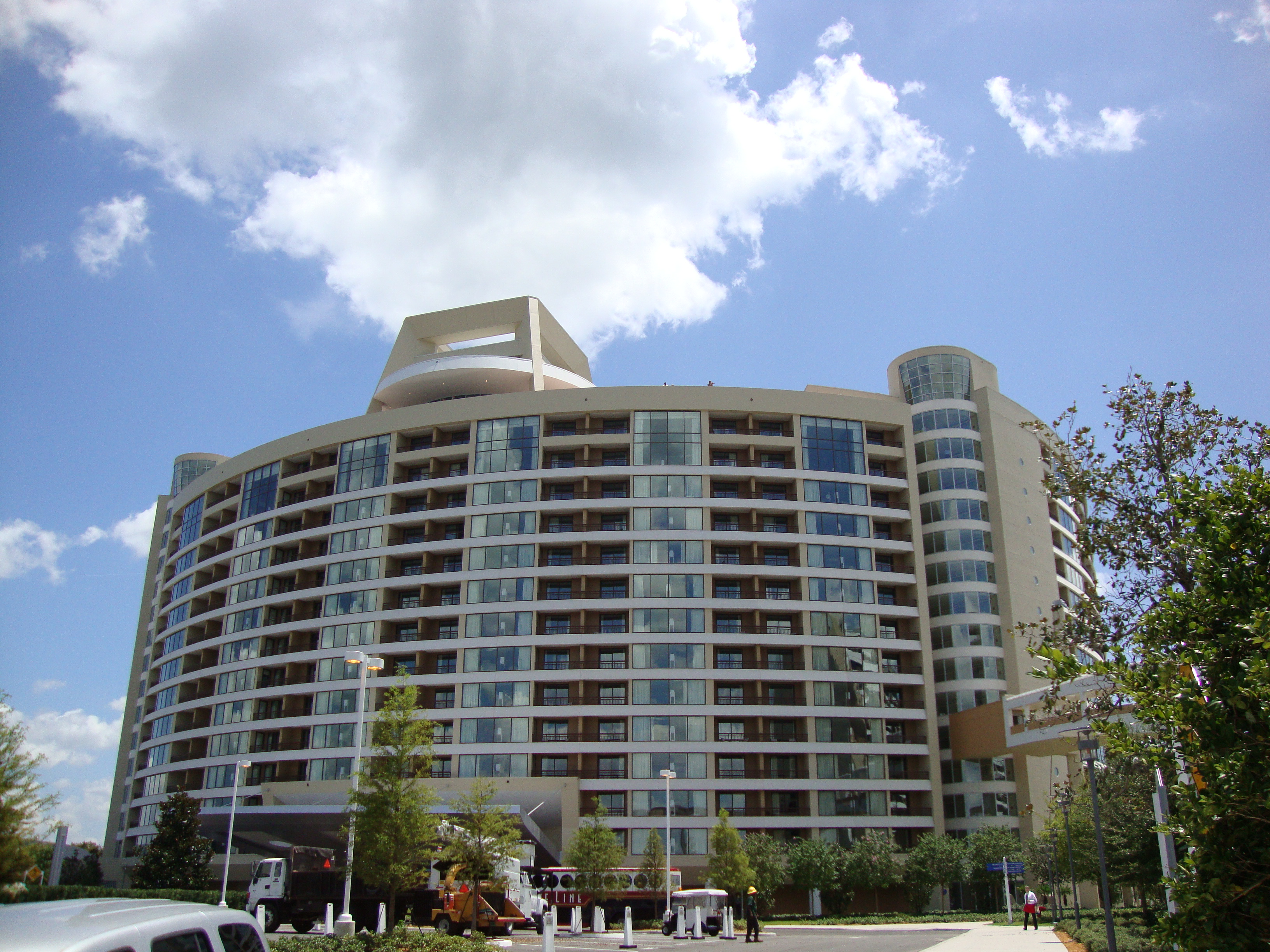
Außenansicht des Bay Lake Towers

Der Bay Lake Tower in Disney’s Contemporary Resort ist ein 15-stöckiges Gebäude, das am 4. August 2009 eröffnet wurde. Er ist Teil des Disney Vacation Clubs. Er befindet sich am Ort des früheren Nordflügels und hat das gleiche Design wie der restliche Hotelkomplex. Er teilt sich Rezeption, Concierge, Zimmerservice und Beförderungsmittel zu den Themenparks mit dem restlichen Resort. Der Bay Lake Tower besitzt außerdem eine eigene Concierge und einen eigenen Online-Check-In. Der fünfte Stock ist durch eine Fußgängerbrücke mit dem vierten Stock des Hauptgebäudes verbunden.
Die Wohnungen waren anfangs die teuersten des Disney Vacation Clubs, vermutlich aufgrund der Nähe zum Magic Kingdom. Einige davon besitzen Fenster auf voller Länge mit Blick auf Magic Kingdom oder den Bay Lake. In manchen der Badezimmer gibt es bewegliche Trennwände, damit man das Feuerwerk von der Badewanne aus sehen kann.

## Zwischenfälle
- Am 12. November 1992 fiel ein Mitarbeiter außerhalb seines Dienstes von der Kante des Top of the World Restaurants. Er saß auf der Kante, als ein Wespenschwarm auf ihn zu flog. Als er nach ihnen schlug, verlor er das Gleichgewicht und fiel elf Stockwerke nach unten in seinen Tod.[24]
- Am 22. März 2016 ereignete sich ein Todesfall im Contemporary Resort. Aufgrund der Ermittlungen durch das Sheriff’s Office von Orange County war die Einschienenbahn zeitweise außer Betrieb. Laut mehrerer Quellen sprang eine Person von innerhalb des A-förmigen Turms in den Tod. Ermittler gehen von Selbstmord aus.[25][26][27][28]
- Am 28. Mai 2018 wurde ein betrunkener Mann verhaftet, der zuvor fälschlicherweise behauptet hatte, dass sich im Resort ein Todesschütze befände. Bis die Polizei eintraf, wurde das Gelände abgeriegelt und Panik brach aus. Der Mann versteckte sich in einem Gebüsch außerhalb des Resorts, wo er verhaftet wurde. Bei seiner Vernehmung gab er an, dass er dies als Reaktion auf Leute einer Klasse und seines YouTube-Kanals getan habe.[29]